# Вейверлі (Алабама)
Вейверлі (англ. Waverly) — місто (англ. town) в США, в округах Чемберс і Лі штату Алабама. Населення — 159 осіб (2020).

## Географія
Вейверлі розташоване за координатами 32°43′48″ пн. ш. 85°34′16″ зх. д. / 32.73000° пн. ш. 85.57111° зх. д. (32.730104, -85.571032).  За даними Бюро перепису населення США в 2010 році місто мало площу 7,10 км², з яких 7,06 км² — суходіл та 0,05 км² — водойми.

## Демографія
Згідно з переписом 2010 року, у місті мешкало 145 осіб у 72 домогосподарствах у складі 44 родин. Густота населення становила 20 осіб/км².  Було 98 помешкань (14/км²).
Расовий склад населення:
| - 87,6 % — білих - 11,7 % — чорних або афроамериканців |

До двох чи більше рас належало 0,7 %. Частка іспаномовних становила 2,8 % від усіх жителів.
За віковим діапазоном населення розподілялося таким чином: 10,3 % — особи молодші 18 років, 69,7 % — особи у віці 18—64 років, 20,0 % — особи у віці 65 років та старші. Медіана віку мешканця становила 52,1 року. На 100 осіб жіночої статі у місті припадало 90,8 чоловіків;  на 100 жінок у віці від 18 років та старших — 88,4 чоловіків також старших 18 років.
Середній дохід на одне домашнє господарство  становив 76 317 доларів США (медіана — 55 417), а середній дохід на одну сім'ю — 100 562 долари (медіана — 92 625). За межею бідності перебувало 10,9 % осіб, у тому числі 12,9 % дітей у віці до 18 років та 4,0 % осіб у віці 65 років та старших.
Цивільне працевлаштоване населення становило 123 особи. Основні галузі зайнятості: освіта, охорона здоров'я та соціальна допомога — 29,3 %, роздрібна торгівля — 12,2 %, будівництво — 12,2 %.